# Покровные суглинки
Покровны́е сугли́нки — несвязанные дисперсные глинистые грунты, близки к лёссовидным суглинкам. Образовывались в позднем неоплейстоцене четвертичного периода (QIII). Покровные суглинки накапливались в период микулинского междледниковья и валдайского оледенения.

## Происхождение и геологические свойства
Обычно имеют бурый, желтоватый или красноватый цвет, содержат большое количество макропор и трещин. В покровных суглинках не встречаются частицы диаметром более 1—2 мм. Малопроницаемы для атмосферных вод, однако могут содержать верховодку. Покровные суглинки являются базовыми почвообразующими породами Нечернозёмной зоны.
Покровные суглинки перекрывают гляциальные, флювиогляциальные и озёрно-ледниковые отложения в пределах Белорусско-Смоленско-Московской, Валдайской, Бельской, Даниловской, Галичской и других возвышенностей. По составу и свойствам покровные суглинки близки к лёссам, в них преобладают пылеватые частицы, они имеют высокую пористость и дают вертикальные стенки в шурфах.
Некоторые разновидности покровных суглинков напоминают моренные, в частности из-за красно-бурого цвета. Покровные суглинки залегают на водоразделах и в речных долинах, на возвышенностях и западинах. Покровные суглинки могут перекрывать почвы и торф.
На водоразделах мощность суглинков составляет 0,8—1,0 м, в пониженных участках рельефа увеличивается до 4 м. Точных данных о происхождении покровных суглинков нет.
В разное время выдвигались гипотезы о эоловом, водном и солифлюкционном происхождении покровных суглинков. Также известна гипотеза о покровных суглинках, как о продукте выветривания морен при многократном их охлаждении и нагревании.

## Физические свойства
Плотность покровных суглинков: 1,4—1,8 г/см³, скорость распространения в них продольных волн VP в среднем составляет 500 м/с, изменяясь при этом в пределах от 400 до 700 м/с, скорость поперечных волн VS: 140—180 м/с, коэффициент Пуассона: 0,46—0,48, модуль Юнга: 50—200 МПа, модуль сдвига: 18—60 МПа, сцепление С: 15—30 КПа.

## Статьи и публикации
- Макеев А. О. Поверхностные палеопочвы лёссовых водоразделов Русской равнины // Доклады по экологическому почвоведению : электронный научный журнал  / Институт экологического почвоведения МГУ имени М. В. Ломоносова. — М., 2006. — Т. 3, № 4. — С. 1—468.